# Bambuľkine dobrodružstvá
Bambuľkine dobrodružstvá je československý rodinný 30dílný televizní seriál z roku 1982. Texty k písním napsal Peter Guldan.
Malá pětiletá Bambuľka (hraje Monika Haasová) se dostane k dědovi Josefovi (hraje Július Pántik), který ji začne vychovávat. V každém dílu je na různých příhodách dětem vysvětleno, jak se v dané situaci správně zachovat. Film provázejí dětské písničky.

## Seznam dílů
1. Prekvapenie
2. Marhuľový koláč
3. Čistota pol života
4. Veľké upratovanie
5. Výlet
6. Zázračné slovíčko
7. Cukríková choroba
8. Rozprávkový kufrík
9. Dobrú chuť
10. Kamaráti
11. Sedmospáč
12. Gól
13. Siláci
14. Zvedavec
15. Exhibícia
16. Haló, tu Bambuľka
17. Maškara
18. Straka
19. Dve srdiečka
20. Chorá opička
21. Rožky
22. Slivkový lekvár
23. Primabalerína
24. Fialky
25. Najlepší obed
26. Dubák
27. Autíčko
28. Motýlik
29. Ďurko
30. Narodeniny